# Claudia Wells

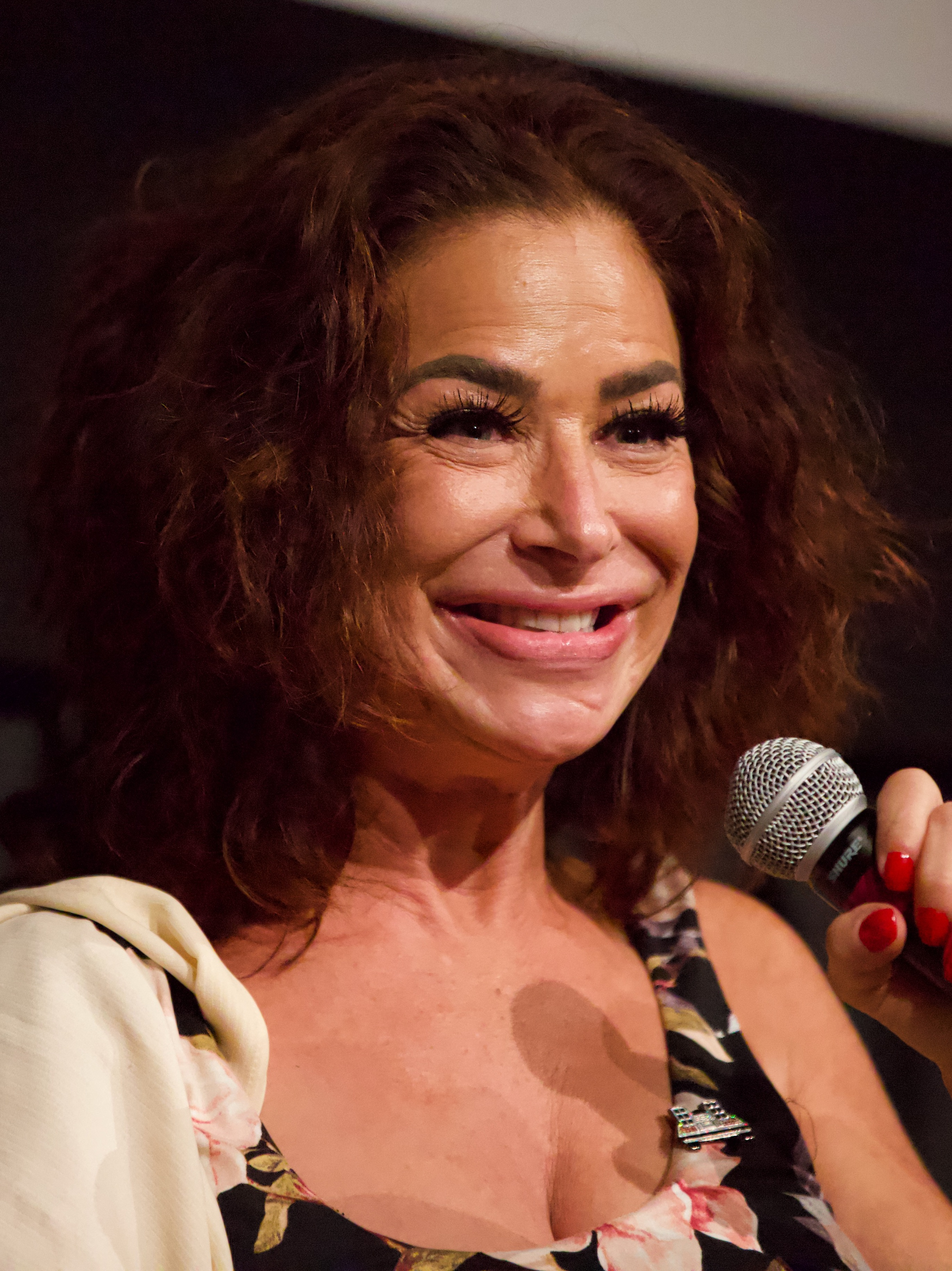
Claudia Wells (2022)

Claudia Grace Wells (* 5. Juli 1966 in Kuala Lumpur, Malaysia) ist eine US-amerikanische Schauspielerin.

## Leben und Karriere
Wells wuchs in San Francisco auf. Nachdem sie bereits als Jugendliche in einigen Fernsehserien mitgewirkt hatte, erhielt sie 1985 die Rolle der Jennifer Parker in dem Kino-Film Zurück in die Zukunft. Für die Rolle von Marty McFlys Freundin Jennifer Parker in den beiden Fortsetzungen von Zurück in die Zukunft (1989 und 1990) erklärte sie sich für nicht verfügbar, weil sie sich um ihre aufgrund von Brustkrebs todkranke Mutter kümmerte; sie wurde durch die Schauspielerin Elisabeth Shue ersetzt. Für Wells endete damit bereits mit 20 Jahren ihre erste Hollywood-Karriere.
Seit 1991 ist Wells die Eigentümerin von Armani Wells, einem Herrenbekleidungsgeschäft in Studio City, Kalifornien. Sie zeigte sich sehr glücklich mit dem Verlauf ihres Lebens und erklärte zugleich, dass sie sich schon gefragt habe, wo sie in ihrem Leben stünde, wenn sie ihre Hollywood-Karriere fortgesetzt hätte.
Nach 22 Jahren kehrte Wells 2008 mit einer Rolle in dem Independentfilm Still Waters Burn auf die Kinoleinwand zurück. Seitdem übernahm sie regelmäßig Rollen, vor allem in kleinen Filmproduktionen, aber auch schon in einer Episode der Serie The Mentalist. In der dritten und vierten Episode des Telltale-Games-Spiels Back to the Future, das 2011 erschien, spricht sie die Rolle der Jennifer Parker.

## Filmografie (Auswahl)
- 1979: Eine amerikanische Familie (Family, Fernsehserie, zwei Folgen)
- 1981: Rise and Shine (Fernsehserie)
- 1981: Strike Force (Fernsehserie, eine Folge)
- 1982: Herbie, the Love Bug (Fernsehserie, fünf Folgen)
- 1983: Lovers and Other Strangers (Fernsehserie)
- 1984: Fame – Der Weg zum Ruhm (Fame, Fernsehserie, eine Folge)
- 1987: Mord ist ihr Hobby Staffel 3 (Fernsehserie, 1 Folge)
- 1984: Kampf gegen die Ausweglosigkeit (Anatomy of an Illness, Fernsehfilm)
- 1984–1985: Off the Rack (Fernsehserie, sieben Folgen)
- 1984, 1986: CBS Schoolbreak Special (Fernsehserie, zwei Folgen)
- 1985: Trapper John, M.D. (Fernsehserie, eine Folge)
- 1985: Simon & Simon (Fernsehserie, eine Folge)
- 1985: Zurück in die Zukunft (Back to the Future)
- 1985: Able to Do (Fernsehfilm)
- 1986: Fast Times (Fernsehserie, sieben Folgen)
- 1986: Brothers (Fernsehserie, eine Folge)
- 1987: Mord ist ihr Hobby Staffel 3 (Fernsehserie, 1 Folge)
- 2008: Still Waters Burn
- 2011: Back to the Future: The Game (Videospiel)
- 2011: Alien Armageddon
- 2011: The Mentalist (Fernsehserie, eine Folge)
- 2013: You Are Not Alone (Kurzfilm)
- 2013: Max (Kurzfilm)
- 2014: Zero Impact Home (Fernsehserie)
- 2014: Starship: Rising
- 2015: Back to the 2015 Future (Kurzfilm)
- 2019: Vitals
- 2020: Bottle Monster